# Tim Patrick
Timothy Mychael Patrick (San Diego, 23 novembre 1993) è un giocatore di football americano statunitense che milita nel ruolo di wide receiver per i Detroit Lions della National Football League (NFL).